# Llista d'arbres singulars de l'Alt Camp
Llista d'arbres i arbredes declarats protegits.
El camp "protecció" indica el tipus de protecció segons:
- AM o DM: arbre o arbreda monumental
- AC o DC: arbre o arbreda d'interès comarcal
- AL o DL: arbre o arbreda d'interès local
- AUC o DUC: arbre o arbreda protegits per la legislació urbanística o cultural

S'hi indica també la data de protecció (en forma aaaa.mm.dd o només l'any).

## Aiguamúrcia
| Nom                                         | Protecció  | Espècie / estat                   | Alçària x volt del canó x capçada | Localització                                                                                      | Codi         | Imatge |
| ------------------------------------------- | ---------- | --------------------------------- | --------------------------------- | ------------------------------------------------------------------------------------------------- | ------------ | --- |
| Xiprers del Palau de l'Abat de Santes Creus | AM previst | Dos Cupressus sempervirens Normal | 18,0 x 3,37 x 9,1                 | Aiguamúrcia Pati de l'Ajuntament, Santes Creus 41° 20′ 46″ N, 1° 21′ 46″ E / 41.34613°N,1.36276°E | MA-01.001.01 | {{ca\|Xiprers del Palau de l'Abat de Santes Creus (Aiguamúrcia)}} · {{WLE-AD-ES\|MA-01.001.01}} · {{Object location dec\|41.34613\|1.36276\|region:ES-CT_type:landmark_source:cawiki}} · [[Categoria:Natural heritage sites in Spain]] |

## Figuerola del Camp
| Nom                             | Protecció     | Espècie / situació       | Alçària x volt del canó x capçada | Localització       | Codi | Imatge                                                                                                   |                                                                                          |
| ------------------------------- | ------------- | ------------------------ | --------------------------------- | ------------------ | ---- | --- | ---------------------------------------------------------------------------------------- |
| Lledoner del Torrent            | AL 2001.06.12 | Celtis australis         |                                   | Figuerola del Camp |      | {{ca\|Lledoner del Torrent (Figuerola del Camp)}} · {{WLE-AD-ES\|}} · {{Object location dec\|            | region:ES-CT_type:landmark_source:cawiki}} [[Categoria:Natural heritage sites in Spain]] |
| Alzina del Camp de Futbol       | AL 2001.06.12 | Quercus ilex subsp. ilex |                                   | Figuerola del Camp |      | {{ca\|Alzina del Camp de Futbol (Figuerola del Camp)}} · {{WLE-AD-ES\|}} · {{Object location dec\|       | region:ES-CT_type:landmark_source:cawiki}} [[Categoria:Natural heritage sites in Spain]] |
| Pi de Cal Garriga               | AL 2001.06.12 | Pinus halepensis         |                                   | Figuerola del Camp |      | {{ca\|Pi de Cal Garriga (Figuerola del Camp)}} · {{WLE-AD-ES\|}} · {{Object location dec\|               | region:ES-CT_type:landmark_source:cawiki}} [[Categoria:Natural heritage sites in Spain]] |
| Pi del Camí de les Esplanes     | AL 2001.06.12 | Pinus halepensis         |                                   | Figuerola del Camp |      | {{ca\|Pi del Camí de les Esplanes (Figuerola del Camp)}} · {{WLE-AD-ES\|}} · {{Object location dec\|     | region:ES-CT_type:landmark_source:cawiki}} [[Categoria:Natural heritage sites in Spain]] |
| Roure del Mas Barbat            | AL 2001.06.12 | Quercus pubescens cf.    |                                   | Figuerola del Camp |      | {{ca\|Roure del Mas Barbat (Figuerola del Camp)}} · {{WLE-AD-ES\|}} · {{Object location dec\|            | region:ES-CT_type:landmark_source:cawiki}} [[Categoria:Natural heritage sites in Spain]] |
| Alzina del Mas Barbat           | AL 2001.06.12 | Quercus ilex subsp. ilex |                                   | Figuerola del Camp |      | {{ca\|Alzina del Mas Barbat (Figuerola del Camp)}} · {{WLE-AD-ES\|}} · {{Object location dec\|           | region:ES-CT_type:landmark_source:cawiki}} [[Categoria:Natural heritage sites in Spain]] |
| Pi del Mas Babat                | AL 2001.06.12 | Pinus halepensis         |                                   | Figuerola del Camp |      | {{ca\|Pi del Mas Babat (Figuerola del Camp)}} · {{WLE-AD-ES\|}} · {{Object location dec\|                | region:ES-CT_type:landmark_source:cawiki}} [[Categoria:Natural heritage sites in Spain]] |
| Plataner de les Deveses         | AL 2001.06.12 | Platanus x hispanica     |                                   | Figuerola del Camp |      | {{ca\|Plataner de les Deveses (Figuerola del Camp)}} · {{WLE-AD-ES\|}} · {{Object location dec\|         | region:ES-CT_type:landmark_source:cawiki}} [[Categoria:Natural heritage sites in Spain]] |
| Til·ler de la Font de Miramar   | AL 2001.06.12 | Tilia cordata            |                                   | Figuerola del Camp |      | {{ca\|Til·ler de la Font de Miramar (Figuerola del Camp)}} · {{WLE-AD-ES\|}} · {{Object location dec\|   | region:ES-CT_type:landmark_source:cawiki}} [[Categoria:Natural heritage sites in Spain]] |
| Pi del Camí dels Magraners      | AL 2001.06.12 | Pinus halepensis         |                                   | Figuerola del Camp |      | {{ca\|Pi del Camí dels Magraners (Figuerola del Camp)}} · {{WLE-AD-ES\|}} · {{Object location dec\|      | region:ES-CT_type:landmark_source:cawiki}} [[Categoria:Natural heritage sites in Spain]] |
| Pi de la Rasa                   | AL 2001.06.12 | Pinus halepensis         |                                   | Figuerola del Camp |      | {{ca\|Pi de la Rasa (Figuerola del Camp)}} · {{WLE-AD-ES\|}} · {{Object location dec\|                   | region:ES-CT_type:landmark_source:cawiki}} [[Categoria:Natural heritage sites in Spain]] |
| Pi del Pont del Diable          | AL 2001.06.12 | Pinus halepensis         |                                   | Figuerola del Camp |      | {{ca\|Pi del Pont del Diable (Figuerola del Camp)}} · {{WLE-AD-ES\|}} · {{Object location dec\|          | region:ES-CT_type:landmark_source:cawiki}} [[Categoria:Natural heritage sites in Spain]] |
| Albereda de la Fassina          | DL 2001.06.12 | Populus alba             |                                   | Figuerola del Camp |      | {{ca\|Albereda de la Fassina (Figuerola del Camp)}} · {{WLE-AD-ES\|}} · {{Object location dec\|          | region:ES-CT_type:landmark_source:cawiki}} [[Categoria:Natural heritage sites in Spain]] |
| Plataners de la Font de Miramar | DL 2001.06.12 | Platanus x hispanica     |                                   | Figuerola del Camp |      | {{ca\|Plataners de la Font de Miramar (Figuerola del Camp)}} · {{WLE-AD-ES\|}} · {{Object location dec\| | region:ES-CT_type:landmark_source:cawiki}} [[Categoria:Natural heritage sites in Spain]] |

## Querol
| Nom                              | Protecció     | Espècie / situació              | Alçària x volt del canó x capçada | Localització                                                                  | Codi         | Imatge |
| -------------------------------- | ------------- | ------------------------------- | --------------------------------- | ----------------------------------------------------------------------------- | ------------ | --- |
| Alzina de la Casa Nova de Bonany | AM 1990.02.08 | Quercus ilex subsp. ilex Normal | 13,5 x 3,95 x 22,5                | Querol Casa Nova de Bonany 41° 23′ 37″ N, 1° 27′ 45″ E / 41.39372°N,1.46258°E | MA-01.120.01 | {{ca\|Alzina de la Casa Nova de Bonany (Querol)}} · {{WLE-AD-ES\|MA-01.120.01}} · {{Object location dec\|41.39372\|1.46258\|region:ES-CT_type:landmark_source:cawiki}} · [[Categoria:Alzina de la Casa Nova de Bonany]] |

## Valls
| Nom                             | Protecció     | Espècie / situació | Alçària x volt del canó x capçada | Localització | Codi | Imatge                                                                                      |                                                                                          |
| ------------------------------- | ------------- | ------------------ | --------------------------------- | ------------ | ---- | ------------------------------------------------------------------------------------------- | ---------------------------------------------------------------------------------------- |
| Lledoner de Ca n'Homs, Tafarell | AL 1994.06.07 | Celtis australis   |                                   | Valls        |      | {{ca\|Lledoner de Ca n'Homs, Tafarell (Valls)}} · {{WLE-AD-ES\|}} · {{Object location dec\| | region:ES-CT_type:landmark_source:cawiki}} [[Categoria:Natural heritage sites in Spain]] |